# Лиго
Ли́го (латыш. Līgo) или Я́нов день (латыш. Jāņi) — латышский народный праздник. Отмечается в ночь с 23 на 24 июня и считается одним из самых больших и популярных праздников среди латышей. День перед Лиго называют Зелёным днём или днём Лиги (Лига — латышское женское имя). Включён в Культурный канон Латвии.

## Латышские традиции

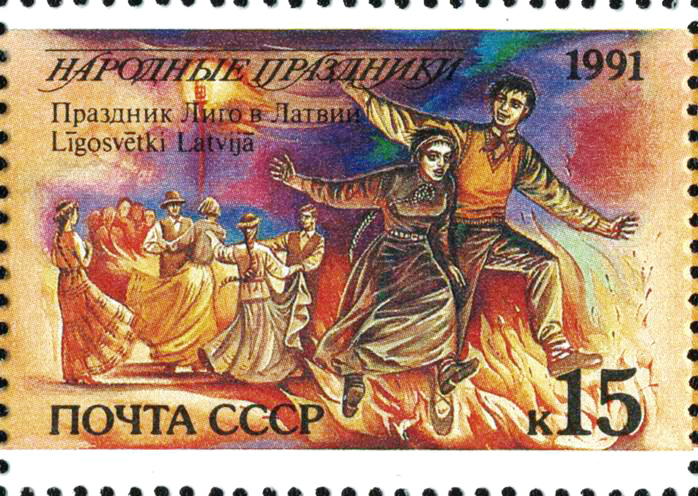
Праздничная марка СССР

Считается, что травы, собранные до Лиго, имеют особую силу, поэтому день до Лиго называется не только Зелёным днём — Zaļā diena (что, вероятно, является искажением от похоже звучащего Дня Трав), но и Днём Трав (латыш. Zāļu diena). В этот день все девушки с именем Лига отмечают именины. День после праздника посвящён Янису, и мужчины по имени Янис празднуют в этот день именины. В Латвии эти два дня являются официальными выходными. Праздник связан с культом солнца и плодородия, является праздником летнего солнцестояния, является аналогом Иванова дня, который празднуется славянскими народами. Название праздника Лиго представляет собой припев праздничной песни. «Лиго» — возглас ликования, восклицание līgo из песен понимается учёными как повелительная форма от латыш. līgot(ies), с лит. linguoti «качать(ся), колыхать(ся)» (в данном случае возможно имел место эротический подтекст).
В выходные на Лиго латыши традиционно выезжают на природу, разводят костры, поют песни характерные только для этого праздника с припевом «Лиго-лиго» (латыш. „līgo, līgo”, латг. leigū или rūto) и плетут венки из дуба и полевых цветов. Венок из дуба принято дарить тем, кого зовут Янис, однако, в наши дни иногда их дарят и просто мужчинам. Янис должен всю ночь Лиго ходить в дубовом венке, после чего повесить его дома на стену, где он будет висеть до следующего Лиго.
Характерны для этого праздника особые напитки и кушания. Как в древности, так и в наши дни перед Лиго во многих усадьбах варят пиво специально для Лиго и готовят особенный сыр с тмином, имеющий достаточно резкий вкус и сильный запах, который сложно встретить в какое-либо другое время, кроме Лиго. Существует традиция поиска цветка папоротника. Ищут его парни с девушками и широко известно, что это сугубо эротическая традиция. Забавен тот факт, однако, что в современной Латвии на Лиго статистически не становится больше зачатий, а как раз наоборот. Возможно, потому что в наши дни занятие любовью в лесу не является распространённым, а большинство жителей Латвии на этот праздник выезжают на природу. Тем не менее, в Латвии и во многих окружающих территориях, в частности, в Эстонии и кое-где в Финляндии само понятие «Цветок папоротника» имеет ярко выраженный эротический контекст, подобное христианскому «запретный плод», но без негативного окраса.
Традиционно описываемая процедура поиска цветка папоротника такова, что нужно пойти в лес, вырезать рябиновую дубину и идти в поисках, не оборачиваясь ни разу, что бы ни было слышно за спиной, ибо это тёмные силы пытаются отвлечь.
В некоторых регионах Латвии существует поверье, что если девушки в ночь с 23 на 24 июня ищут в лесу цветок папоротника, то нашедшая выйдет замуж в этом году. Подобные поверья могут сильно меняться от региона к региону в Латвии.
Широко известны латышские дайны (традиционные двух- или четырёхстишья) о том, что спать на Лиго категорически не рекомендуется:
Kas gulēja Jāņu nakti,

Mūžam sievas nedabūs;

Kas neguļ Jāņu nakti,

Tas dabūs šoruden.
Вольный перевод — «Кто спал на Янову ночь, тот никогда не женится; Кто не спит в Янову ночь, Женится уже этой осенью».
Для девушек существует традиция умываться утренней росой с полей, тогда лицо всегда будет белым и красивым.
Распространена традиция идти в баню утром, после гуляний.
Считается, что травы, собранные до Лиго, имеют особую силу, поэтому их особенно много собирают именно перед Лиго. Традиция сильна и в наше время, так как среди латышей очень популярно лечение травами и травяные чаи.
Также на Лиго принято зажигать огонь в бочке, поднятой на шесте на горе, украшенной дубовыми листьями и крестами Лаймы.
Крест Лаймы (латыш. Laimas krusts) или свастика — знак грома из латышского фольклора символизирующий свет, огонь и жизнь, ещё называемый огненным крестом, являющийся одним из древнейших орнаментов — является популярным символом у латышей. Считается, что действие его особенно сильно на Лиго, когда им украшаются входные двери, чтобы отпугнуть нечисть. Древние племена Прибалтики считали его также знаком солнца, представляющим его энергию и мужественность.

## Лиго в России
В России «Лиго» ежегодно отмечают в с. Рыжково Омской области. В советские времена деревня состояла в основном из ссыльных латышей и эстонцев, принёсших сюда свои традиции. К настоящему времени праздник стал общим для всего села: здесь его празднуют все, независимо от национальности.
Также праздник традиционно отмечается в Башкортостане на территории Арх-Латышского, Бакалдинского сельсоветов, в селе Архангельском Архангельского района, в сёлах Ауструм и Балтика Иглинского района.
В селе Красная Балтия Ульяновской области «Лиго» традиционно отмечают в ночь с 6 на 7 июля.